# 二塚古墳
二塚古墳（日语：／ Futatsukakofun）是位於日本宮城縣仙台市太白區鹿野2丁目的一座前方後圓墳，建於古墳時代中期或後期（約5世紀至6世紀），全長20至30米，20世紀初時出土了石棺，1949年時遭到破壞，現在已消失。

## 概要
古墳位於仙台市中心西南面大年寺山以南的沖積平原。當時在古墳以東300米的一塚古墳現在也消失了，東北面的兜塚古墳則仍然存在。當地多稱古墳為二塚或二塚山，相信稱呼是源自前方後圓墳的前方部分和後圓部分。
古墳出土石棺時，行政區劃上屬於名取郡茂崎村。古墳為前方後圓墳，前方部分位於西暹，邊長約9至11米，高兩米左右，後圓部分位於東面，直徑為約13米，高2.4米左右，全長29米，闊15米，未有發現石室、周濠和階梯的痕跡。
1905年夏天時，當地青年為了建造相撲的土俵，在古墳處挖土時從後圓部分發現了石棺，亦有另一說法指是在1906年3月16日，一名叫作青木善吉的村民在開墾土地期間意外發現石棺，無論是哪一種說法，古墳與1906年一塚古墳出土石棺的時期相約。
石棺由凝灰岩造成，內部被挖空，雖然沒有棺蓋，但是在其他地方發現了類似的石板。根據不同報告，其大小存在差異，大約是長2.3米或2,4米，闊1米或45厘米，深30厘米或24厘米。陪葬品則出土了兩件須惠器。
後來，古墳上的地方變成農田，石棺亦就此放在該地，紀錄上1931年時仍然處於這種狀態。1949年，墳丘崩塌後改建為稻田。現在則改建成住宅。